# 서울금옥초등학교
서울금옥초등학교는 대한민국 서울특별시 성동구 금호동4가에 있는 공립 초등학교이다.

## 연혁
- 1961년 11월 11일 설립인가
- 1962년 4월 12일 서울금옥국민학교 개교식
- 1992년 10월 15일 급식실 개관
- 1999년 12월 10일 학내망 및 인터넷 공사 완료
- 2001년 1월 10일 학교방송시설 교체
- 2003년 5월 13일 정보화동 증축공사 준공
- 2005년 12월 28일 방송실 현대화 사업
- 2008년 2월 22일 영어체험실 설치
- 2009년 11월 3일 개축교사 개관 기념식
- 2010년 3월 29일 돌봄교실 완공
- 2010년 6월 7일 운동장 체육시설 및 운동장 남쪽 울타리 조성공사 완공
- 2010년 9월 6일 시청각실 리모델링 완공
- 2014년 5월 1일 금옥한마음운동회 실시
- 2014년 7월 22일 인제 어론초등학교 우수학교 탐방
- 2014년 10월 22일 학교텃논 벼타작 설치
- 2015년 3월 20일 정보화동 환기설비 설치 및 환경개선 보수 공사
- 2015년 5월 29일 학교홍보 전자게시판 및 정문안내간판 설치 및 기타 보수공사
- 2015년 6월 25일 후문 통학로 CCTV 설치 공사
- 2015년 12월 4일 서울형 혁신학교 재지정
- 2016년 2월 29일 방송설비보수 공사
- 2019년 5월 3일 대운동회 실시
- 2019년 6월 11일 체육관 방송시설 보수
- 2019년 8월 23일 환기시설 보수공사
- 2019년 8월 25일 무용실, 미술실 리모델링
- 2019년 11월 4일 서울형 혁신학교 재지정
- 2019년 11월 13일 동아리 및 방과후학교 발표회 작품전시회
- 2020년 2월 11일 제56회 졸업식(62명, 누계 16971명)
- 2020년 3월 1일 19학급 편성(특수 2학급 포함)
- 2020년 9월 1일 제18대 주윤숙 교장 부임
- 2023년            제19대 김광호 교장 부임

## 참고 자료
- 서울금옥초등학교 - 한국교육학술정보원 학교알리미